# Engelhardt-Observatorium

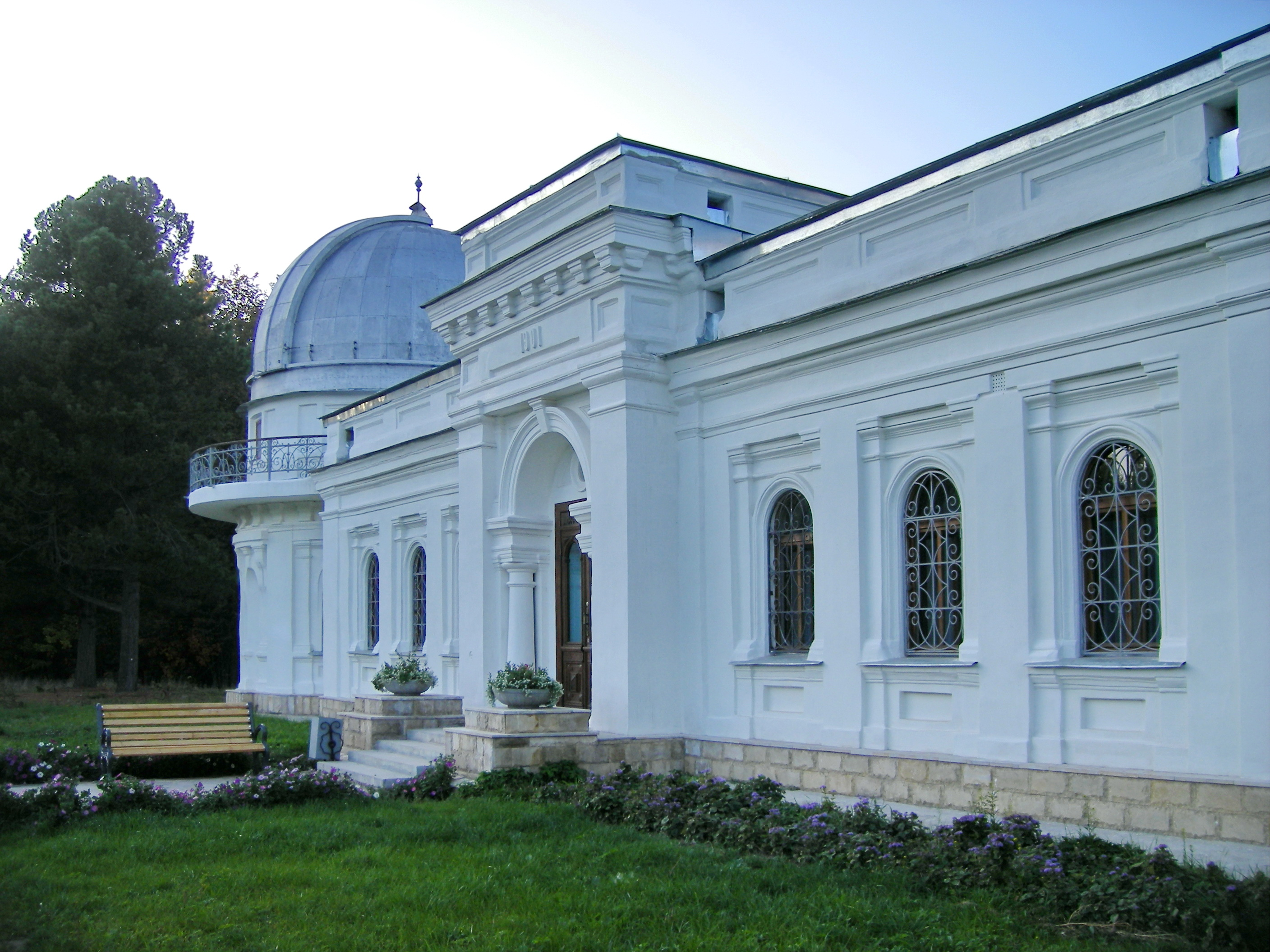
Engelhardt-Observatorium

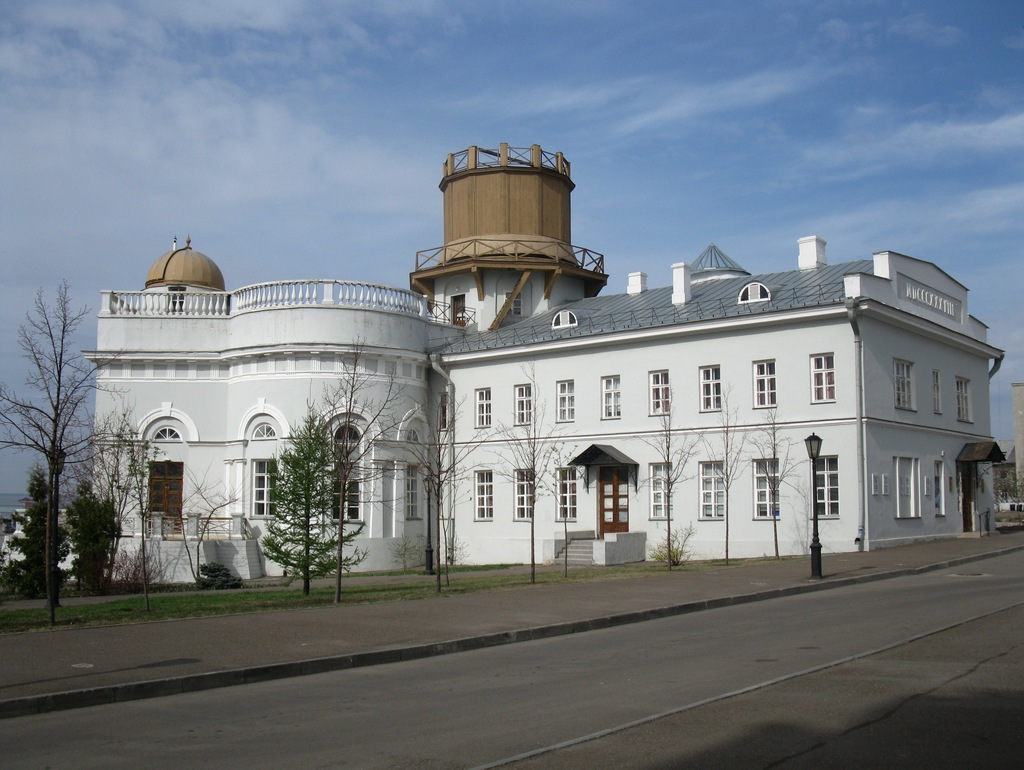
Kasaner Observatorium

Das Engelhardt-Observatorium oder die Engelhardt-Sternwarte ist das Observatorium der Universität von Kasan, es liegt zirka 20 km westlich von Kasan, nördlich der Wolga.

## Geschichte
Das Kasaner astronomische Observatorium (Sternwarten-Code 135) wurde 1837 unter der Leitung des Kasaner Mathematikers und Astronomen Nikolai Iwanowitsch Lobatschewski gegründet, es liegt zirka einen Kilometer südöstlich des Kasaner Kreml auf dem Campus-Gelände der Universität. Zwecks der Verbesserung der Sichtbedingungen kam es 1901 unter Dmitri Iwanowitsch Dubjago zu einem Neubau, der zirka 20 km westlich von Kasan, auf einer Anhöhe nördlich der Wolga gelegen, errichtet wurde. Ausgestattet wurde dieses neue Observatorium (Sternwarten-Code 136) zunächst mit Literatur und Instrumenten, die der russische Astronom Basil von Engelhardt, der seine private Sternwarte in Dresden (Sternwarten-Code 601) aus gesundheitlichen Gründen auflöste, der Kasaner Universität überließ, darunter auch ein 1875 von Grubb konstruiertes 12-Zoll-Spiegelteleskop. Das seit 1904 nach Engelhardt benannte Observatorium entwickelte sich zu einem bedeutenden Ort astronomischer Forschung.
Die Komplexe beider Observatorien, des Kasaner atronomischen Observatoriums und des Engelhardt-Observatoriums, gehören seit 2023 zum UNESCO-Welterbe.

## Direktoren
Liste der Direktoren des Engelhardt-Observatoriums:
- Dmitri Iwanowitsch Dubjago, 1901–1918
- Michail Awramijewitsch Gratschow, 1918–1925
- Awenir Alexandrowitsch Jakowkin, 1925–1931
- Dmitri Jakowlewitsch Martynow, 1932–1954
- Alexander Dmitrijewitsch Dubjago, 1954–1958
- Anatoli Alexejewitsch Nefedjew, 1958–1976
- Oleg Igorewitsch Belkowitsch, 1976–1991
- Nail Abdullowitsch Sachibullin, 1991–2008
- Juri Anatolewitsch Nefedjew, seit 2008